# اليساندرو نوسيللي
اليساندرو نوسيللي (بالإيطالية: Alessandro Noselli)‏ (1 سبتمبر 1980 بأوديني في إيطاليا - ) هو لاعب كرة قدم إيطالي في مركز الهجوم. شارك مع منتخب إيطاليا تحت 15 سنة لكرة القدم ومنتخب إيطاليا تحت 16 سنة لكرة القدم ومنتخب إيطاليا تحت 17 سنة لكرة القدم. أما مع النوادي، فقد لعب مع نادي أفيلينو ونادي أودينيزي ونادي تريستينا ونادي ساسولو ونادي مانتوفا ونيويورك كوسموس وNew York Cosmos (2010) ‏ ونادي سودتيرول وACD Castel di Sangro Cep 1953 ‏.